# Terrace Park (Ohio)
Terrace Park es una villa ubicada en el condado de Hamilton en el estado estadounidense de Ohio. En el Censo de 2010 tenía una población de 2251 habitantes y una densidad poblacional de 707,75 personas por km².

## Geografía
Terrace Park se encuentra ubicada en las coordenadas 39°9′31″N 84°18′44″O / 39.15861, -84.31222. Según la Oficina del Censo de los Estados Unidos, Terrace Park tiene una superficie total de 3.18 km², de la cual 3.04 km² corresponden a tierra firme y (4.4%) 0.14 km² es agua.

## Demografía
Según el censo de 2010, había 2251 personas residiendo en Terrace Park. La densidad de población era de 707,75 hab./km². De los 2251 habitantes, Terrace Park estaba compuesto por el 98.62% blancos, el 0.09% eran afroamericanos, el 0% eran amerindios, el 0.36% eran asiáticos, el 0% eran isleños del Pacífico, el 0.22% eran de otras razas y el 0.71% pertenecían a dos o más razas. Del total de la población el 0.84% eran hispanos o latinos de cualquier raza.